# Camelocerambyx vittatus
Camelocerambyx vittatus är en skalbaggsart som först beskrevs av Aurivillius 1924.  Camelocerambyx vittatus ingår i släktet Camelocerambyx och familjen långhorningar. Inga underarter finns listade.